# Alveovalvulinella
Alveovalvulinella es un género de foraminífero bentónico de la familia Textulariellidae, de la superfamilia Ataxophragmioidea, del suborden Ataxophragmiina y del orden Loftusiida. Su especie tipo es Alveovalvulinella pozonensis. Su rango cronoestratigráfico abarca el Oligoceno.

## Discusión
Clasificaciones previas incluían Alveovalvulinella en el suborden Textulariina del orden Textulariida o en el orden Lituolida.

## Clasificación
Alveovalvulinella incluye a la siguiente especie:
- Alveovalvulinella pozonensis